# Asrat Tunjo
Asrat Tunjo (amh. አሥራት ቱንጆ; ur. 29 listopada 1996 w Sebecie) – piłkarz etiopski grający na pozycji lewego obrońcy. Od 2017 jest zawodnikiem klubu Ethiopian Coffee SC.

## Kariera klubowa
Swoją karierę piłkarską Asrat rozpoczął w klubie Jima Aba Jifar FC. W sezonie 2017/2018 zadebiutował w jego barwach w pierwszej lidze etiopskiej. W 2017 przeszedł do Ethiopian Coffee SC. W sezonie 2020/2021 wywalczył z nim wicemistrzostwo Etiopii.

## Kariera reprezentacyjna
W reprezentacji Etiopii Asrat zadebiutował 17 marca 2017 roku w wygranym 4:0 towarzyskim meczu z Malawi rozegranym w Bahyr Dar. W 2022 roku został powołany do kadry na Puchar Narodów Afryki 2021. Rozegrał na nim jeden mecz, grupowy z Burkiną Faso (1:1).